# American Ornithological Society

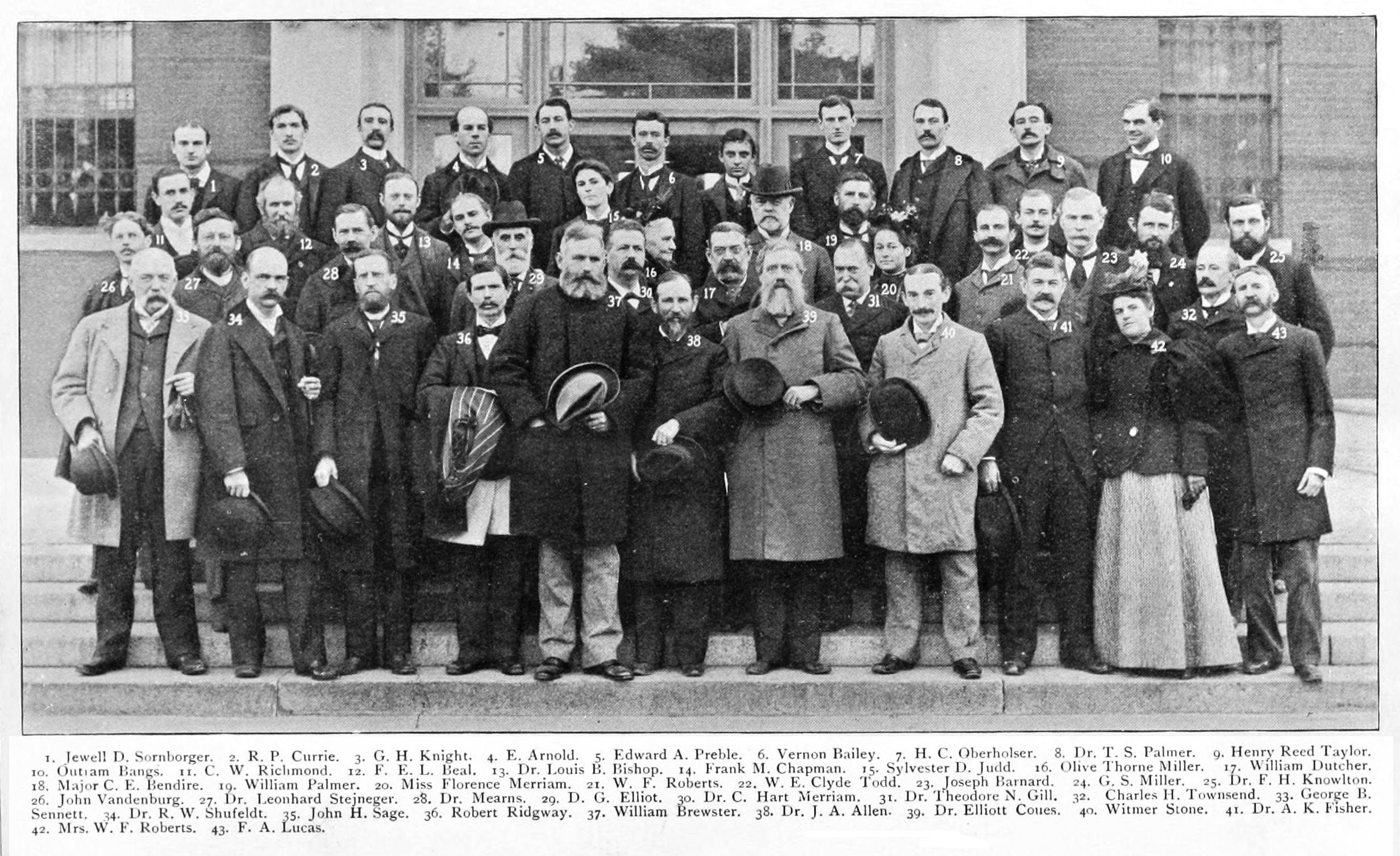
Groepsfoto van de deelnemers aan het dertiende AOU-congres in 1895

De American Ornithological Society (AOS) ontstond in 2016 uit een fusie van de American Ornithologists' Union (AOU) en de Cooper Ornithological Society. Het is een ornithologische organisatie in de Verenigde Staten. De leden zijn voornamelijk vakornithologen in plaats van amateurs en/of vogelaars. Deze laatste zijn verenigd in de National Audubon Society.

## Beschrijving
De AOU werd opgericht in september 1883. Sinds 1884 geeft de AOU/AOS een driemaandelijks tijdschrift uit The Auk  dat nog steeds bestaat en als gezaghebbend geldt. Daarnaast gaf de AOU (nu de AOS) de Checklist of North American Birds onder redactie van de North American Classification Committee (NACC) uit. Dit is een standaardlijst met alle vogelnamen en hun indeling. In 1999 nam de Amerikaanse ornitholoog James V. Remsen het initiatief voor een vergelijkbare commissie, de South American Classification Committee (SACC) die een Engelstalige lijst verzorgt over de vogels van Zuid-Amerika de  Checklist of South American Birds. Daarnaast geeft de vereniging een serie monografieën uit, de Ornithological Monographs. 